# Élise Fischer
Pour les articles homonymes, voir Fischer.
Élise Fischer, née le 13 juillet 1948 à Champigneulles (Meurthe-et-Moselle) et morte le 25 décembre 2023 à Baccarat (Meurthe-et-Moselle), est une femme de lettres, romancière, journaliste et critique littéraire française. 
Elle est née d’une mère alsacienne et d'un père lorrain, ouvrier aux aciéries de Pompey. Très attachée à sa région natale, la Lorraine et fidèle à la culture ouvrière de cette région, l'action de la plupart de ses romans s’y déroule[style à revoir], traitant de gens ordinaires venant d'un milieu populaire.
Son attachement à la Lorraine lui vient de sa mère qui lui a dit dans sa jeunesse que « pour aimer une région, il faut connaître son histoire » ; Élise Fischer s’est inspirée de cette phrase pour écrire ses livres en faisant un travail de recherche afin d’être au plus proche de la réalité et d’ancrer ses personnages dans un contexte précis. Pour elle, « la grande histoire est faite de l’histoire des petites gens, des gens simples ; ils font histoire et s’inscrivent dans la grande histoire ».[pertinence contestée]
Élise Fischer a écrit une quarantaine de livres. Diariste, elle tient aussi un blog sur lequel elle partage régulièrement ses coups de cœur, ses lectures, ses rencontres, ses romans.

## Biographie

### Enfance et jeunesse
Durant son enfance à Champigneulles, Élise Fischer fréquente l’école communale de cette petite ville proche de Nancy, puis poursuit sa scolarité au lycée Chopin à Nancy.
Lorsqu’elle a quinze ans, sa famille déménage à Frouard, ce qui lui permet de faire la connaissance d’Élisabeth et Jacques Chérèque. À cette époque, Jacques Chérèque dirige des scouts et lui propose d’intégrer le mouvement de jeunesse comme cheftaine, où elle aura comme louveteau dans sa meute François Chérèque, le fils de ce responsable. Durant cette période, elle rencontre son futur mari Michel, qu’elle épouse en 1969 à l’église de Frouard.

### Journaliste
À partir de 1976, Élise Fischer s’installe à Bartenheim dans le Haut-Rhin près de la ville de Saint-Louis et commence sa carrière de journaliste.
Elle décide de s’installer à Paris en 1981 et milite pour l’ACAT (Action des chrétiens pour l’abolition de la peine de mort et contre la torture) où elle est attachée de presse de l’association, et commence aussi à militer pour les droits de l’enfant.  
En 1984, elle travaille comme journaliste pour deux titres de la presse écrite chrétienne : France Catholique et Panorama mais aussi pour Radio Notre-Dame, où elle anime l’émission Le Bistrot de la Vie. Sa carrière dans la radio se poursuit sur RCF (Radio Chrétienne Francophone) où elle produit et anime l’émission littéraire Au fils des pages. 

### Début de carrière d'écrivaine
Ses premiers ouvrages traitent des droits de l’enfant. Son premier livre, un essai, est publié en 1988 aux éditions Fayard : Les Enfants de l’apartheid ; il lui vaut un courrier de Michel Droit affirmant « qu’il n’y a pas d’apartheid en Afrique du Sud ! ». 
À partir de 1992, elle collabore avec le groupe Bayard Presse et devient cheffe du service littéraire pour le magazine Côté Femme (aujourd’hui Vivre Plus) et s’occupe aussi de la critique et des auteurs.  Elle se fait appeler « la folle des livres » par ses collègues car elle se balade tout le temps avec un livre sous le bras dans les locaux. Grâce à son éditeur qui lui donne un contact chez Fayard, sa carrière de romancière  peut commencer avec la publication de son premier roman La Colère de Mouche publié en 1998.
Elle reçoit le prix littéraire de la Feuille d'or de la ville de Nancy en 2001 pour son roman L’Inaccomplie (Mazarine, 2000). Le prix Victor Hugo lui est décerné en 2005 pour son roman Le Soleil des mineurs (Presses de la Cité, 2005). 
Élise Fischer continue de publier des essais sur les droits de l’enfant et de plaider leur cause dans des romans comme L’Enfant perdu des Philippines (Presses de la Cité, 2006). 

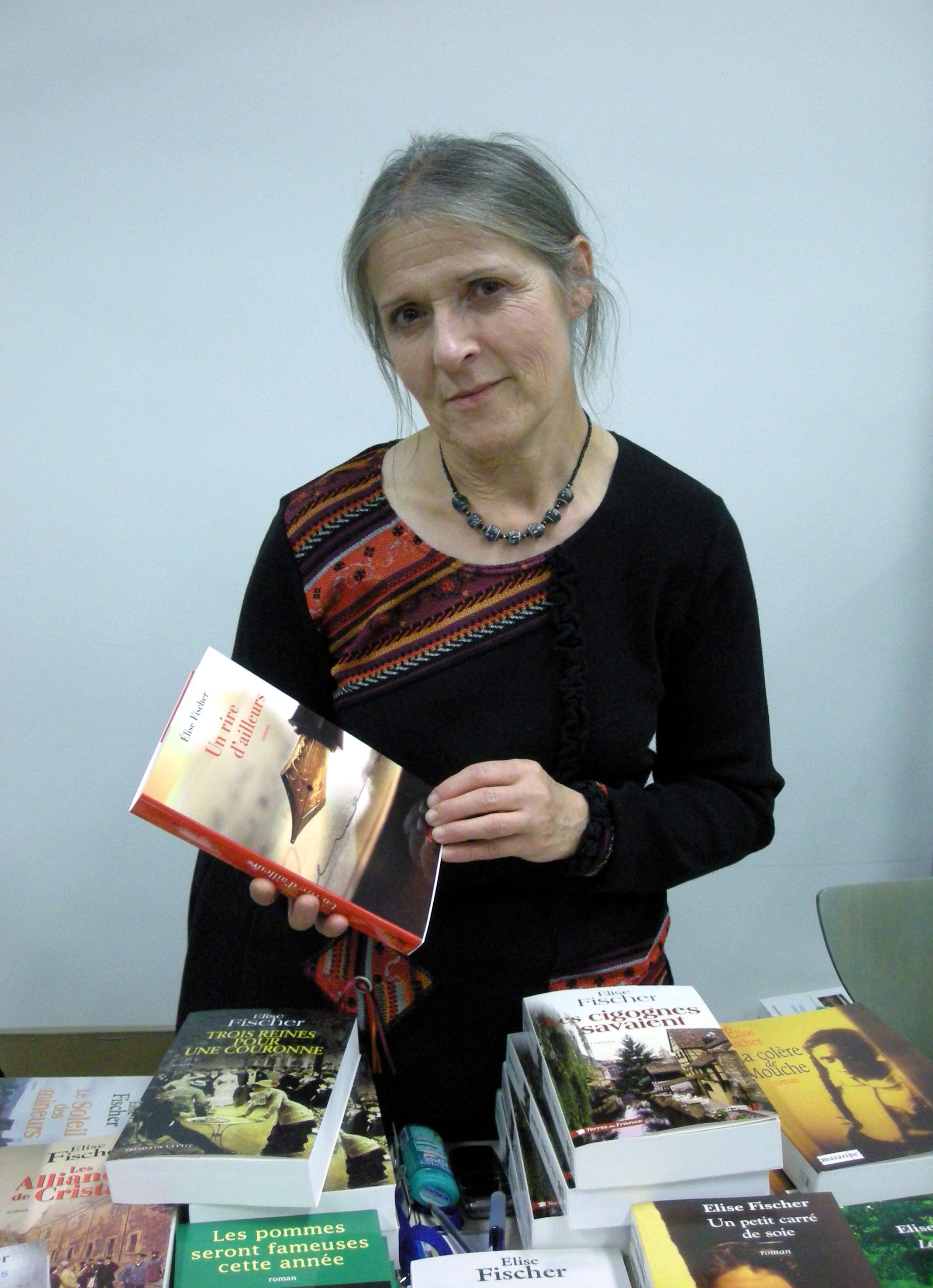
Élise Fischer en 2008.

Elle s’installe de nouveau en Lorraine en 2007 à Fontenoy-la-Joûte. Sa région natale est le paysage dans lequel elle plante la majeure partie des décors de ses romans.
En 2010, elle reçoit le Prix Prouvé de Nancy pour son roman Quand je serai grand (Fayard, 2009). L’Alsace est aussi une région qui inspire Élise Fischer comme dans l’intrigue de Le Secret du pressoir publié en 2010 aux Presses de la Cité. Mais la Lorraine et ses habitants restent le fil conducteur de son inspiration. En 2018, elle vend 668 ouvrages lors du Livre sur la place de Nancy, faisant d'elle la recordwoman des ventes cette année-là. Son dernier roman, Là où renaît l’espoir est publié le 25 août 2021 aux éditions Calmann-Lévy.

### Engagements professionnels
À partir de 1998, Élise Fischer participe chaque année au festival littéraire nancéien le Livre sur la place.
Elle est présidente de l'Association des écrivains croyants d'expression française, et présidente du jury du Prix Écritures & Spiritualités (anciennement Prix des écrivains croyants).
Elle est présidente et membre du jury du Concours de nouvelles des lycéens de Lorraine – le Prix de La Nouvelle Littéraire (abrégé PNL).
Elle a été membre du jury du prix Erckmann-Chatrian ainsi que présidente du jury de nouvelles de Fontenoy-la-Joûte.

## Œuvres
- 1988 : Les Enfants de l'apartheid, Fayard
- 1989 : Feu sur l'enfance, Fayard
- 1998 : La Colère de Mouche, Mazarine
- 2000 : L'Inaccomplie, Mazarine
- 2000 : Les pommes seront fameuses cette année, Mazarine
- 2001 : Trois reines pour une couronne, Presses de la Cité
- 2002 : Le Dernier Amour d'Auguste, Fayard
- 2003 : Les Alliances de cristal, Presses de la Cité
- 2003 : Un petit carré de soie, Fayard
- 2004 : Mystérieuse Manon, Presses de la Cité
- 2005 : Nous, les derniers mineurs : l'épopée des Gueules noires, hors collection (en collaboration avec Camille Oster)
- 2005 : Le Soleil des mineurs, Presses de la Cité
- 2006 : L'Enfant perdu des Philippines, Collection Sud Lointain, Presses de la Cité
- 2006 : Les cigognes savaient, Presses de la Cité
- 2007 : Appelez-moi Jeanne, Fayard
- 2007 : Le Roman de la Place Stanislas, Place Stanislas Éditions
- 2008 : La Lorraine au cœur. Promenade à travers l'histoire et les paysages, Place Stanislas Éditions
- 2008 : Confession d'Adrien le colporteur, Presses de la Cité
- 2008 : Un rire d’ailleurs, Fayard
- 2009 : Quand je serai grand, Fayard
- 2009 : Le Secret du Pressoir, Presses de la Cité
- 2010 : Sous les mirabelliers, Presses de la Cité
- 2010 : Les Noces de Marie-Victoire, Calmann-Lévy
- 2011 : Le Rêve de la Grenouille, Presses de la Cité
- 2011 : Les Larmes et l'espoir avec Geneviève Senger, Presses de la Cité
- 2012 : Les Amours de la Grenouille, Presses de la Cité
- 2013 : Au péril de la vérité, Presses de la Cité
- 2013 : Je jouerai encore pour nous, Calmann-Lévy
- 2014 : La Tante de Russie, Presses de la Cité
- 2014 : Villa Sourire, Calmann-Lévy
- 2015 : L’Étrange Destin de Marie, Calmann-Lévy
- 2015 : Je vous écris de Nancy, photos Michel Joseph, Serge Domini éditeur
- 2016 : Le Jardin de Pétronille, Calmann-Lévy
- 2016 : Sur le Fil, Presses de la Cité
- 2017 : Aux deux hirondelles, Calmann-Lévy
- 2018 : Les Femmes des terres salées, Calmann-Lévy
- 2018 : Les Femmes des terres salées, tome 2, La Promesse du sel, Calmann-Lévy
- 2019 : Le Berceau des jours meilleurs, Presses de la Cité
- 2019 : Le Vin de Pâques, Calmann-Lévy
- 2020 : Marionnettes d'amour, Calmann-Lévy
- 2021 : Là où renaît l'espoir, Calmann-Lévy
- 2022 : Tous au théâtre, Calmann-Lévy
- 2023 : Les Silences de Jeanette, Calmann-Lévy

### Pour la jeunesse
- 2008 : Meurtre au Village du Livre, l'Oxalide.
- 2012 : Madeleine et le dessert du roi Stanislas, illustration Amélie Dufour, Feuilles de menthe, collection Le thé aux histoires
- 2013 : Si la bergamote m'était contée : le bonbon soleil, illustrations Jude Leppo, Le Verger des Hespérides

### En collaboration
- 1991 : Pour les enfants du monde ouvrage collectif sous la direction du professeur Alexandre Minkowski, Éditions no 1/Unicef/MPLEM
- 2003 : L'Appel de Lunéville : Pour la Résurrection du Versailles lorrain, ouvrage collectif sous la direction de François Moulin et Michel Vagner, éditions de l'Est Républicain/La Nuée Bleue
- 2007 : Paroles d'auteurs – La Lorraine – Photographies Pascal Bodez, ouvrage collectif avec le soutien du Conseil régional de Lorraine, Serge Domini, éditeur
- 2009 : Les plus belles Saint-Nicolas en Lorraine, sous la direction de Marie-Hélène Colin, Place Stanislas éditions
- 2009 : Les plus beaux Noëls d'Alsace, sous la direction de Michel Loetscher, Place Stanislas éditions
- 2010 : Si Champigneulles m'était conté, ouvrage dirigé par Élise Fischer et réalisé avec les élèves des écoles maternelles, primaires et une classe de sixième de Champigneulles, Le Verger des Hespérides éditions

## Distinctions et hommages
- 2001 : Feuille d'or de la ville de Nancy pour L'Inaccomplie
- 2004 : Prix de l'Association Le printemps du Livre lorrain pour Mystérieuse Manon
- 2005 : Prix des Conseillers généraux de la région Lorraine pour Le Soleil des mineurs
- 2005 : Prix Victor Hugo pour Le Soleil des mineurs
- 2007 : Mention spéciale du prix des Écrivains Croyants pour Appelez-moi Jeanne
- 2010 : Prix Prouvé de Nancy pour Quand je serai grand

En juin 2022, la bibliothèque de Conflans-en-Jarnisy a été baptisée Élise Fischer, en sa présence,.